# Spacelab

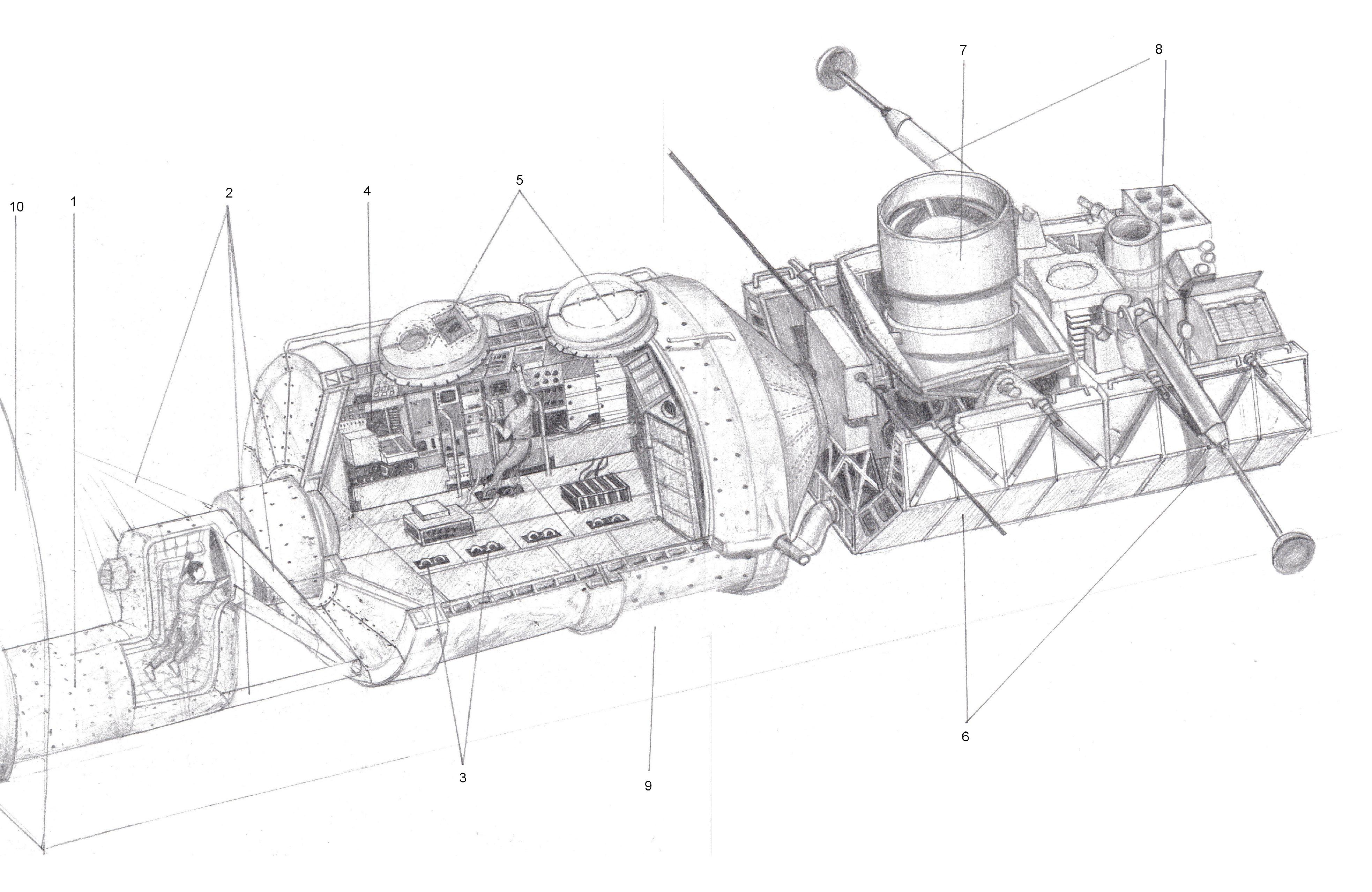
Schnittbild durch das Spacelab: Tunnel, Druckmodul und zwei Paletten (von links)

Das Spacelab war ein wiederverwendbares Raumlabor zur Durchführung wissenschaftlicher Experimente und Beobachtungen in der Schwerelosigkeit, das ausschließlich für den Einsatz mit dem Space Shuttle konzipiert war. Dazu konnte es in die Ladebucht des Orbiters integriert werden.
Entwickelt und gebaut wurde das Spacelab im Auftrag der ESA von einem europäischen Firmenkonsortium unter Leitung des deutschen Hauptauftragnehmers VFW-Fokker/ERNO.
Das Spacelab flog erstmals 1983 auf der Mission STS-9 und wurde bis zu seiner Außerdienststellung 1998 insgesamt 22 Mal eingesetzt. Von diesen 22 Spacelab-Missionen wurden 16 mit und 6 ohne das Druckmodul durchgeführt. Daneben setzt die NASA immer wieder die Paletten ein, um einzelne Nutzlasten oder Instrumentenaufbauten transportieren zu können. Bis zum Ende des Shuttles wurden diese Träger auf 19 weiteren Missionen verwendet und haben unter anderem Radarantennen in den Weltraum (STS-99), oder auch Bauteile zur Internationalen Raumstation (ISS) gebracht. Diese Paletten wurden zuletzt beim Transport der Roboterhand Dextre im März 2008 und der letzten Mission HST-SM4 zur Modernisierung des Hubble Weltraumteleskops im Mai 2009 gebraucht.
Im April 1998 fand mit STS-90 der letzte Einsatz des Spacelab-Moduls statt, das anschließend außer Dienst gestellt wurde. Seither wurden wissenschaftliche Missionen mit dem kleineren Spacehab geflogen. Den Hauptteil der Shuttle-Kapazität benötigte die NASA, um die Module der Raumstation in den Orbit zu bringen. Seit die ISS von der ersten Besatzung Anfang November 2000 in Betrieb genommen wurde, findet die Forschung hauptsächlich dort statt.

## Entwicklungsgeschichte
Noch vor der ersten Mondlandung unterbreitete die NASA 1969 der European Space Research Organisation (ESRO), der Vorgängerin der ESA, das Angebot, sich am US-Raumfahrtprogramm der Nach-Apollo-Ära zu beteiligen. Unter den Vorschlägen der NASA war auch das Spacelab. Kurz nachdem 1972 offiziell die Entscheidung der USA gefallen war, das Space Shuttle zu bauen, erklärten die Wissenschaftsminister auf der europäischen Weltraumkonferenz im Dezember des Jahres, das Raumfährenlabor zu entwickeln und zu bauen. Der endgültige Vertrag zwischen ESRO und NASA wurde im September 1973 geschlossen. Und im Juni des folgenden Jahres vergab die europäische Raumfahrtorganisation den Auftrag zum Bau des Spacelab an das von VFW-Fokker/ERNO geführte Firmenkonsortium.
Das europäisch-amerikanische Abkommen sah vor, dass die ESRO auf eigene Kosten für Konzeption, Entwicklung, Bau und Auslieferung des Spacelab verantwortlich zeichnete. Die NASA verpflichtete sich zu dessen Nutzung und Betrieb mit dem Shuttle und erklärte sich außerdem bereit, das Firmenkonsortium bei der Entwicklung zu unterstützen. Europa hatte ein Ingenieurmodell, eine Flugeinheit, zwei Einrichtungen für Bodentests, Ersatzteile sowie die dazugehörige Dokumentation zu liefern. Die Bestellung weiterer Flugeinheiten und der dazugehörigen Ausrüstung war ebenfalls Bestandteil des Vertrages. Diese hatte die NASA bei den Europäern zu einem auszuhandelnden Preis zu ordern.
Insgesamt drei Konsortien hatten sich um die Spacelab-Ausschreibung beworben: Cosmos unter Leitung von Messerschmitt-Bölkow-Blohm, die von BAC geführte Star-Gruppe sowie MESH mit ERNO an der Spitze.
Die ESRO gab 1972 drei Durchführbarkeitsstudien für ein Raumlabor in Auftrag. Darin sollten die Voraussetzungen und Anforderungen beschrieben sowie erste Konzepte dargelegt werden. Bereits sehr früh, Anfang 1973, zog Star seine Bewerbung zurück. Die zwei übrigen Mitbieter erstellten Definitionsstudien und legten ihre Angebote im Februar 1974 vor. Das von MESH vorgeschlagene Baukastenprinzip überzeugte die ESRO, weil es sich flexibel den unterschiedlichen Aufgabenstellungen anpassen konnte. Vor allem wurden das überlegene technische Konzept sowie der höhere Vorbereitungsstand hervorgehoben.

## Aufbau
Spacelab war ein modulares System, das aus vier Elementen bestand, die miteinander kombiniert und je nach Aufgabenstellung zusammengesetzt werden konnten: ein zylindrisches Druckmodul, ein Verbindungstunnel, die Palette und eine Instrument Pointing System (IPS) genannte Nachführungseinheit. Außerdem gab es noch das Iglu, das bei Nur-Paletten-Flügen für die Energieversorgung, die Kommunikation sowie Datenverarbeitung zuständig war.

### Druckmodul
Das Druckmodul wurde von Aeritalia, der heutigen Alenia, in Turin entwickelt. Es war aus einer speziellen Aluminiumlegierung gefertigt und setzte sich aus dem Kern- sowie dem Experimentensegment zusammen. Obwohl sämtliche Modulflüge mit dieser langen Version durchgeführt wurden, war es auch möglich, nur das aus dem Kernsegment bestehende kurze Modul zu verwenden (Länge 4,27 Meter).

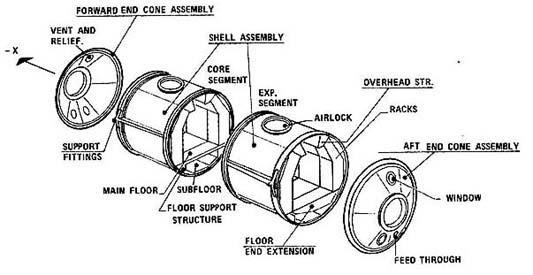
Aufbau des Doppelmoduls

Das Long Module war 6,96 Meter lang und hatte einen äußeren Durchmesser von 4,12 Meter und eine Leermasse von 7,5 Tonnen (maximale Nutzlast 5,5 Tonnen). Es bot Platz für drei Wissenschaftsastronauten und war seitlich mit Stauschränken ausgestattet, in denen die Experimente untergebracht waren. In der Decke jedes Segmentes konnte bei Bedarf über eine 1,30 Meter breite Öffnung ein Fenster oder eine Luftschleuse eingebaut werden (diese Optionen wurden wegen Sicherheitsbedenken der NASA nie geflogen). Unter den Bodenplatten waren die Stromversorgung und Klimageräte untergebracht.
Die Zusammenstellung und Montage der verschiedenen Stauschränke erfolgte außerhalb des Moduls: War die Planung einer Mission abgeschlossen, wurden die benötigten Nutzlastschränke auf dem herausnehmbaren Boden des Druckmoduls installiert. Dieser „Payload Train“ wurde mit einem Simulator funktionell ausgetestet, in das Modul eingeschoben und dieses mit dem hinteren Konus verschlossen. Die Demontage nach dem Flug erfolgte in umgekehrter Reihenfolge.

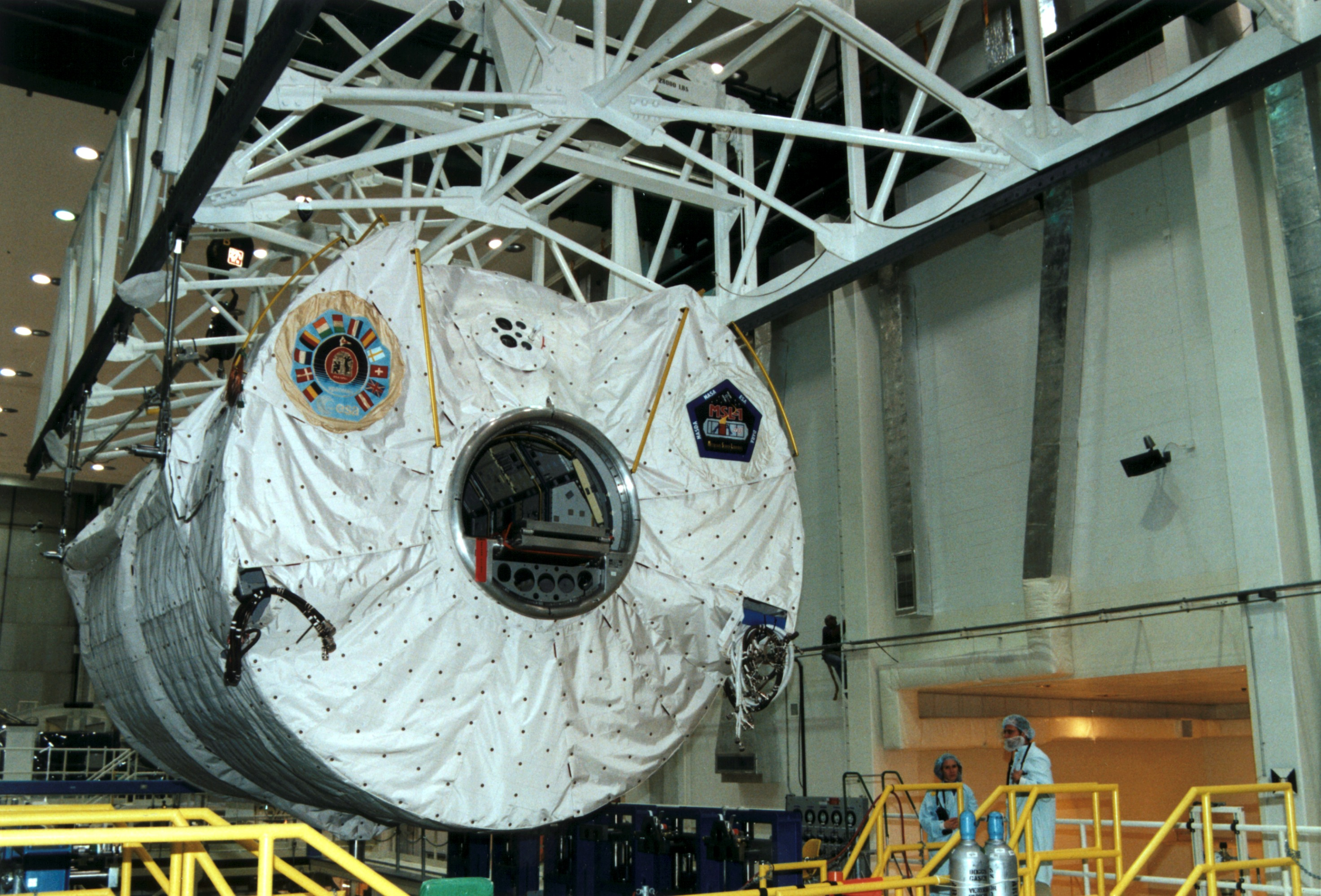
Druckmodul vor dem Einbau in die Nutzlastbucht (STS-94)

Insgesamt wurden – neben einem Hard Mock-Up, das heute im Deutschen Museum in München steht ein Ingenieurmodell (EM), das für Interfacetests an die NASA geliefert wurde – zwei flugtaugliche Druckmodule gebaut: FU 1 (Flight Unit 1; Seriennummer MD001) wurde von der ESA bezahlt und im Austausch für Mitfluggelegenheiten europäischer Astronauten der NASA zur Verfügung gestellt; die FOP (Follow-On Production; Seriennummer MD002) wurde von der NASA gekauft. Hauptauftragnehmer des Spacelab war die Vorläuferin von EADS Space Transportation, die VFW-Fokker/ERNO in Bremen.
Das Ingenieurmodell (EM) steht in einer Lagerhalle des NASA Ames Flight Research Center in der Nähe von San Francisco und kann nicht besichtigt werden.
Das erste gebaute Modul steht heute auf einem Gelände des Dulles International Airport nahe Washington (D.C.). Das Labor ist Teil des Steven F. Udvar-Hazy Center des National Air and Space Museum und ist direkt neben der Raumfähre Discovery aufgestellt.
Das zweite Spacelab-Modul (MD002) wurde im April 1999 wieder offiziell der ESA übergeben und in seine „Heimatstadt“ gebracht und stand dann für zehn Jahre auf dem Flughafen Bremen in der „Bremenhalle“. Bevor es seinen endgültigen Standort erhielt, war das Spacelab das Hauptexponat der Stadt Bremen im Deutschen Pavillon im Sommer 2000 auf der Expo in Hannover. Seit 2010 steht das Spacelab-Modul in Gebäude 4e der Firma Airbus Defence and Space GmbH (ehemals: Astrium) in der Nähe des Bremer Flughafens. Es kann nur im Rahmen von Führungen durch die BTZ (Bremer Tourismus Zentrale) besichtigt werden.

### Verbindungstunnel
Das Druckmodul konnte nicht direkt mit der Mannschaftskabine der Raumfähre verbunden werden, weil es nicht in den vorderen Teil des Frachtraums eingebaut werden durfte. Dies hätte den Schwerpunkt des Orbiters verschoben und er wäre buglastig geworden.

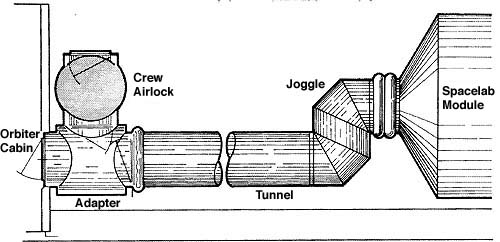
Spacelab-Verbindungstunnel

Um den Astronauten einen ständigen Zugang zu gewährleisten, wurde ein Verbindungstunnel verwendet. Dieser verband das Spacelab-Modul fest mit der Luftschleuse des Shuttles. Er konnte in zwei Längen eingesetzt werden (2,66 Meter und 5,75 Meter), hatte einen Innendurchmesser von 1,02 Meter und wurde von McDonnell Douglas in Kalifornien hergestellt.

### Paletten

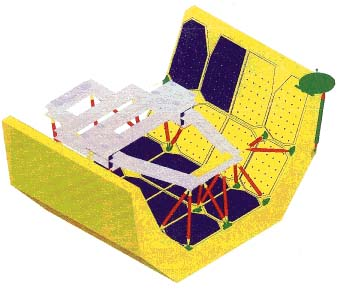
Computergrafik einer Palette

Für Instrumente und Experimente, die direkt dem Weltraum ausgesetzt werden sollten, wurden von British Aerospace Paletten entwickelt. Wie das Druckmodul waren sie fest in der Nutzlastbucht verankert. Auf ihnen konnten beispielsweise Versuchsaufbauten für das Forschen im Vakuum montiert werden, oder Teleskope, die so ein großes Blickfeld hatten. Die Paletten waren u-förmig, jeweils 2,87 Meter lang und maximal 4,35 Meter breit (oberer Innendurchmesser 3,95 Meter). Die Breite der Stellfläche sowie die Innenhöhe lagen bei jeweils 1,78 Meter. Eine Palette hatte eine Masse von 725 Kilogramm und konnte eine Zuladung von maximal 3100 Kilogramm aufnehmen.

### IPS

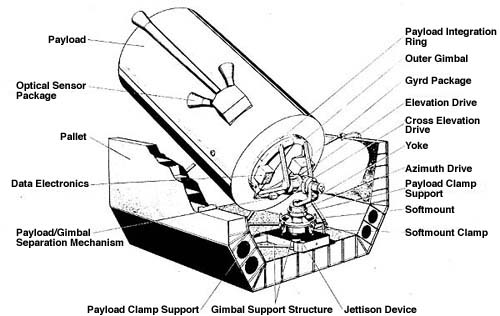
Die IPS-Systeme

Speziell für Teleskope und Radaranlagen hatte die Firma Dornier die IPS (Instrument Pointing System) genannte Nachführungseinheit entwickelt. Diese hatte die Aufgabe, die auf den Paletten installierten Geräte auf einen bestimmten Punkt (Stern) auszurichten und über einen längeren Zeitraum nachzuführen. Das IPS hatte eine Eigenmasse von 1180 Kilogramm, war 3-Achsen-stabilisiert und für Instrumente mit einer Masse von bis zu 7000 Kilogramm ausgelegt. Dabei lag die Ausrichtgenauigkeit bei 2,0 Bogensekunden und die Präzision der Nachführung bei 1,2 Bogensekunden.
Insgesamt wurden zwei IPS gebaut. Seriennummer 1 steht im Steven F. Udvar-Hazy Center des National Air and Space Museum nahe Washington (D.C.). Die Seriennummer 2 befindet sich in der Ausstellung des Dornier-Museums in Friedrichshafen.

### Iglu
Ein weiteres Spacelab-Element war das Iglu. Dabei handelte es sich um einen druckgeregelten Aluminiumbehälter, der vertikal an der Frontseite der vordersten Palette befestigt war. In ihm befanden sich die zum Betrieb der auf den Paletten montierten Experimente und die für den Freon-Kühlkreislauf notwendigen Teilsysteme. Das Iglu wurde immer dann eingesetzt, wenn eine Mission ausschließlich mit Paletten durchgeführt wurde. Andernfalls erfolgte die Versorgung über das Druckmodul. Das zylinderförmige Iglu hatte eine Höhe von 2,37 Metern, einen Durchmesser von 1,08 Meter und eine Leermasse von 250 Kilogramm. Bestückt mit der Elektronik, dem Kühlkreislauf und der Datenverarbeitung lag die Masse bei 625 Kilogramm.

## Flugkonfigurationen

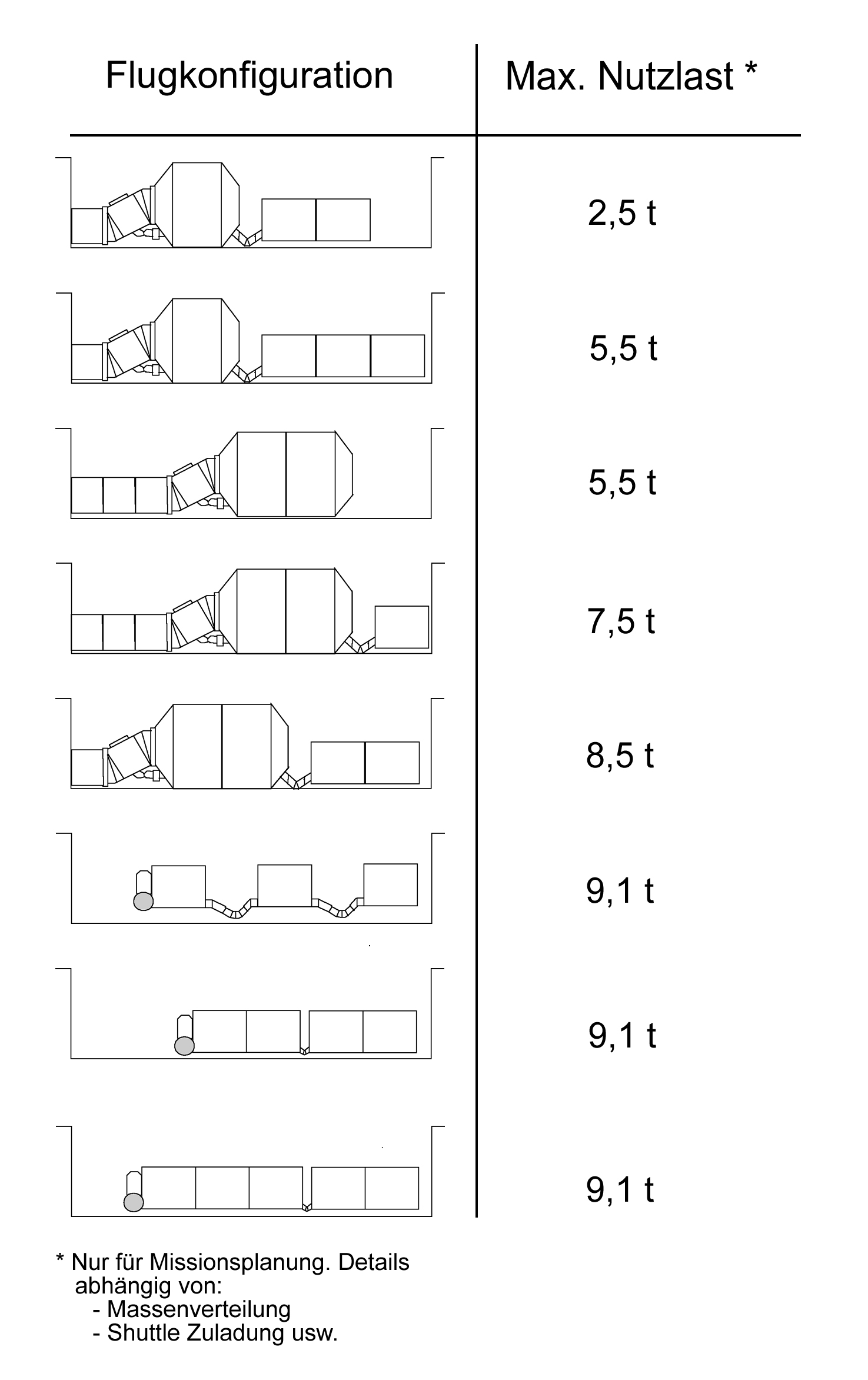
Flugkonfigurationen

Das Spacelab-System war für acht Flugkonfigurationen ausgelegt. Damit war es möglich, sowohl innerhalb des Moduls als auch auf den Paletten unter Weltraumumgebung vielfältige Experimente durchzuführen. Die gezeigten maximalen Nutzlastmassen dienten zur ersten Missionsplanung; sobald die Nutzlast definiert war, mussten die lokalen Beschränkungen berücksichtigt werden (z. B. kann das Space Shuttle am Ende der Nutzlastbucht nur leichtere Lasten aufnehmen als in der Mitte, sodass bei gleicher Tragfähigkeit der Paletten eine hintere Palette weniger beladen werden darf). Mit der endgültigen Nutzlast wurden dann durch die NASA gekoppelte dynamische Analysen mit Space Shuttle, Spacelab inklusive Nutzlast und eventuellen weiteren Beiladungen durchgeführt, um zu zeigen, dass alle Lasten innerhalb der festgelegten Grenzen lagen.
Jedes Element war für eine Lebensdauer von zehn Jahren oder 50 Missionen (was immer zuerst eintritt) qualifiziert. Die NASA beobachtete sorgfältig jedes Element und stellte keinerlei Alterungen fest, sodass die meisten Elemente länger als zehn Jahre eingesetzt werden konnten. Speziell die Paletten (ohne Iglu) wurden bis zuletzt als Träger beim Transport von ISS-Teilen durch das Space Shuttle verwendet.

## Spacelab-Missionen
| Flug     | Datum                  | Orbiter    | Bezeichnung          | Elemente                                 |
| -------- | ---------------------- | ---------- | -------------------- | ---------------------------------------- |
| STS-2    | November 1981          | Columbia   | OSTA-1               | 1 Palette (E002)                         |
| STS-3    | März 1982              | Columbia   | OSS-1                | 1 Palette (E003)                         |
| STS-9    | November/Dezember 1983 | Columbia   | Spacelab 1           | Modul (MD001) + 1 Palette (F001)         |
| STS-41-G | Oktober 1984           | Challenger | OSTA-3               | 1 Palette (F006)                         |
| STS-51-A | November 1984          | Discovery  | Retrieval 2 Com-Sats | 2 Paletten (F007+F008)                   |
| STS-51-B | April/Mai 1985         | Challenger | Spacelab 3           | Modul (MD001)                            |
| STS-51-F | Juli/August 1985       | Challenger | Spacelab 2           | 3 Paletten (F003+F004+F005) + Iglu + IPS |
| STS-61-A | Oktober/November 1985  | Challenger | Spacelab D1          | Modul (MD002)                            |
| STS-35   | Dezember 1990          | Columbia   | Astro-1              | 2 Paletten (F002+F010) + Iglu + IPS      |
| STS-40   | Juni 1991              | Columbia   | SLS-1                | Modul (MD001)                            |
| STS-42   | Januar 1992            | Discovery  | IML-1                | Modul (MD002)                            |
| STS-45   | März/April 1992        | Atlantis   | ATLAS-1              | 2 Paletten (F004+F005) + Iglu            |
| STS-50   | Juni/Juli 1992         | Columbia   | USML-1               | Modul (MD001)                            |
| STS-46   | Juli/August 1992       | Atlantis   | TSS-1                | 1 Palette (F003)                         |
| STS-47   | September 1992         | Endeavour  | Spacelab-J           | Modul (MD002)                            |
| STS-56   | April 1993             | Discovery  | ATLAS-2              | 1 Palette (F008) + Iglu                  |
| STS-55   | April/Mai 1993         | Columbia   | Spacelab D-2         | Modul (MD001)                            |
| STS-58   | Oktober/November 1993  | Columbia   | SLS-2                | Modul (MD002)                            |
| STS-61   | Dezember 1993          | Endeavour  | HST-SM1              | 1 Palette (F009)                         |
| STS-59   | April 1994             | Endeavour  | SRL-1                | 1 Palette (F006)                         |
| STS-65   | Juli 1994              | Columbia   | IML-2                | Modul (MD001)                            |
| STS-64   | September 1994         | Discovery  | LITE                 | 1 Palette (F007)                         |
| STS-68   | September/Oktober 1994 | Endeavour  | SRL-2                | 1 Palette (F006)                         |
| STS-66   | November 1994          | Atlantis   | ATLAS-3              | 1 Palette (F008) + Iglu                  |
| STS-67   | März 1995              | Endeavour  | Astro-2              | 2 Paletten (F002+F010) + Iglu + IPS      |
| STS-71   | Juni/Juli 1995         | Atlantis   | Spacelab-Mir         | Modul (MD002)                            |
| STS-73   | Oktober/November 1995  | Columbia   | USML-2               | Modul (MD001)                            |
| STS-75   | Februar/März 1996      | Columbia   | TSS-1R               | 1 Palette (F003)                         |
| STS-78   | Juni/Juli 1996         | Columbia   | LMS                  | Modul (MD002)                            |
| STS-82   | Februar 1997           | Discovery  | HST-SM2              | 1 Palette (F009)                         |
| STS-83   | April 1997             | Columbia   | MSL-1                | Modul (MD001)                            |
| STS-94   | Juli 1997              | Columbia   | MSL-1R               | Modul (MD001)                            |
| STS-90   | April/Mai 1998         | Columbia   | Neurolab             | Modul (MD002)                            |
| STS-103  | Dezember 1999          | Discovery  | HST-SM3              | 1 Palette (F009)                         |
| STS-99   | Februar 2000           | Endeavour  | SRTM                 | 1 Palette (F006)                         |
| STS-92   | Oktober 2000           | Discovery  | ISS 3A               | 1 Palette (F005)                         |
| STS-100  | April/Mai 2001         | Endeavour  | ISS-6A               | 1 Palette (F004)                         |
| STS-104  | Juli 2001              | Atlantis   | ISS-7A               | 2 Paletten (F002+F010)                   |
| STS-109  | März 2002              | Columbia   | HST-SM 3B            | 1 Palette (F009)                         |
| STS-123  | September 2008         | Endeavour  | ISS-1J/A             | 1 Palette (F004)                         |
| STS-125  | Mai 2009               | Atlantis   | HST-SM4              | 1 Palette (F009)                         |